# Перемётная (река)
Перемётная — река в Западно-Казахстанской области Казахстана. Левый приток Таловой (приток Камелика).
Длина реки — 23 км, площадь бассейна — 292 км². Протекает на возвышенности Общий Сырт в границах Байтерекского района. Исток в 9,5 км к востоку от села Шалгай (единственный населённый пункт в бассейне). В верховьях река течёт немного на восток, на север и далее течёт на северо-запад. Впадает в пруд на реке Таловая в 40 км от её устья и в 2,5 км к юго-востоку от посёлка Таловая.
Имеется пруд в среднем течении возле бывшего села Белоглинка.
Основной приток: Трубица (впадает слева в устьевой части, длина 21 км).